# Sunaree Rachasima
Sunaree Rachasima (สุนารี ราชสีมา) (Nakhon Ratchasima, 6 marzo 1968) è una cantante e attrice thailandese.

## Biografia
Figlia di Thin e Yom Sonna. Si è unita in matrimonio con Walther Deloft il 18 dicembre 2019.

## Discografia
- "Sud Thai Thee Krung Thep" (สุดท้ายที่กรุงเทพ)
- "Eek Nid Si" (อีกนิดซิ)
- "Bao Bao Si" (เบาๆ ซิ)
- "Khong Fak Jak Ban Nok" (ของฝากจากบ้านอก)
- "Thang Sai Mai" (ทางสายใหม่)
- "Raiyan Jak Huajai" (รายงานจากหัวใจ)
- "Jep Toe" (จีบต่อ)
- "Tham Pen Kuean" (ทำเป็นเขิน)
- "Thee Kao Soay Dueam" (ที่เก่าซอยเดิม)
- "Fon Nao Sao Kruan" (ฝนหนาวสาวครวญ)
- "Lakorn Bot Cham" (ละครบทช้ำ)
- "Thee Pueng Thang Jai" (ที่พึ่งทางใจ)
- "Manee Ploi Roy Saeng" (มณีพลอยร้อยแสง)

## Filmografia

### Cinema
- 2012 - "Tom Yam Lam Sing".
- 2013 - "Mr Banna"
- 2014 - "Malee Rueang Rabam"
- 2017 - "Rak Long Loaeng"
- 2018 - "Sao Noy Roi Moe"

### Televisione
- Sin Lai Soh - serie tv, 50 episodi (2022)